# Stipagrostis obtusa
Espèce
Stipagrostis obtusa est une espèce de plantes monocotylédones de la famille des Poaceae, sous-famille des Aristidoideae, originaire d'Afrique et d'Asie.
Ce sont des plantes herbacées vivaces, cespiteuses, aux tiges pouvant atteindre 60 cm de long, et aux inflorescences en panicules.

## Synonymes
Selon Catalogue of Life (25 mars 2018) :
- Aristida bifida Karl
- Aristida capensis Thunb.
- Aristida obtusa Delile
- Arthratherum capense (Thunb.) Neess
- Arthratherum obtusum (Delile) Nees
- Avena capensis (Thunb.) L.f., nom. illeg.
- Chaetaria capensis (Thunb.) P.Beauv.
- Stipa plumosa Sieber ex Nees,
- Stipagrostis capensis Nees
- Trisetum muricatum Spreng.